# Chilenische Männer-Handballnationalmannschaft
Die chilenische Männer-Handballnationalmannschaft repräsentiert den Handballverband Chiles als Auswahlmannschaft auf internationaler Ebene bei Länderspielen im Handball gegen Mannschaften anderer nationaler Verbände.

## Geschichte
Die Federación Chilena de Balonmano wurde 1980 gegründet ist seitdem Mitglied in der Internationalen Handballföderation (IHF). Auf kontinentaler Ebene war sie Mitglied in der Pan-American Team Handball Federation. Seit der Aufteilung in zwei Verbände gehört sie der Süd- und zentralamerikanischen Handballkonföderation (SCAHC) an.
In Süd- und Zentralamerika ist die chilenische Auswahl hinter Brasilien und Argentinien dritte Kraft.

## Internationale Großereignisse

### Olympische Spiele
Bisher keine Teilnahme.

### Weltmeisterschaften
- Weltmeisterschaft 1938: nicht teilgenommen
- Weltmeisterschaft 1954: nicht teilgenommen
- Weltmeisterschaft 1958: nicht teilgenommen
- Weltmeisterschaft 1961: nicht teilgenommen
- Weltmeisterschaft 1964: nicht teilgenommen
- Weltmeisterschaft 1967: nicht teilgenommen
- Weltmeisterschaft 1970: nicht teilgenommen
- Weltmeisterschaft 1974: nicht teilgenommen
- Weltmeisterschaft 1978: nicht teilgenommen
- Weltmeisterschaft 1982: nicht qualifiziert
- Weltmeisterschaft 1986: nicht qualifiziert
- Weltmeisterschaft 1990: nicht qualifiziert
- Weltmeisterschaft 1993: nicht qualifiziert
- Weltmeisterschaft 1995: nicht qualifiziert
- Weltmeisterschaft 1997: nicht qualifiziert
- Weltmeisterschaft 1999: nicht qualifiziert
- Weltmeisterschaft 2001: nicht qualifiziert
- Weltmeisterschaft 2003: nicht qualifiziert
- Weltmeisterschaft 2005: nicht qualifiziert
- Weltmeisterschaft 2007: nicht qualifiziert
- Weltmeisterschaft 2009: nicht qualifiziert
- Weltmeisterschaft 2011: 22. Platz (von 24 Mannschaften)

Kader: Felipe Barrientos Castillo (7 Spiele/0 Tore), Alfredo Valenzuela Dupre (7/3), Erwin Feuchtmann Pérez (7/25), Nicolás Jofre Alvarado (7/1), Marcelo Micaly Castillo (2/0), Víctor Donoso Andalaft (7/1), Eduardo Maltez Muñoz (7/1), Emil Feuchtmann Pérez (7/40), Felipe Maurin García (7/11), René Oliva Cifuentes (7/0), Guillermo Araya Proboste (7/8), Rodolfo Cornejo Paredes (7/2), Lucas Pacheco Nahuel (5/0), Rodrigo Salinas Muñoz (7/27), Francisco Chacana Araya (7/7), Patricio Martínez Chávez (7/23), Marco Oneto (7/15). Trainer:  Fernando Luis Capurro.
- Weltmeisterschaft 2013: 23. Platz (von 24 Mannschaften)

Kader: Felipe Barrientos Castillo (7 Spiele/0 Tore), Diego Reyes Figueroa (5/6), Alfredo Valenzuela Dupre (6/8), Erwin Feuchtmann Pérez (7/26), Nicolás Jofre Alvarado (6/4), Rodrigo Díaz Castelló (3/3), Víctor Donoso Andalaft (7/7), Esteban Salinas Muñoz (7/10), Emil Feuchtmann Pérez (7/40), Felipe Maurin García (7/11), Lucas Pacheco Nahuel (1/0), Guillermo Araya Proboste (6/3), Cristián Moll Ramírez (1/4), Cristóbal del Río (4/2), René Oliva Cifuentes (5/0), Rodrigo Salinas Muñoz (6/37), Patricio Martínez Chávez (7/18), Harald Feuchtmann Pérez (7/5). Trainer:  Fernando Luis Capurro.
- Weltmeisterschaft 2015: 23. Platz (von 24 Mannschaften)

Kader: Felipe Barrientos Castillo (7 Spiele/0 Tore), Sebastián Ceballos Gutiérrez (7/7), Nicolás Jofre Alvarado (7/9), Rodrigo Díaz Castelló (7/6), Diego Reyes Figueroa (7/10), Erik Caniu (7/12), Benjamin Calleja Salas (7/3), Cristián Moll Ramírez (7/8), Esteban Salinas Muñoz (7/15), Felipe García Fuentes (3/0), Guillermo Araya Proboste (7/14), Cristóbal del Río (7/0), René Oliva Cifuentes (4/0), Rodrigo Salinas Muñoz (7/52), Rodolfo Cornejo Paredes (1/0), Francisco Salazar Medrano (7/0), Javier Frelijj Vásquez (7/15), Marco Oneto (6/14). Trainer:  Fernando Luis Capurro.
- Weltmeisterschaft 2017: 21. Platz (von 24 Mannschaften)

Kader: Felipe Barrientos Castillo (7 Spiele/4 Tore), Sebastián Ceballos Gutiérrez (7/15), Erwin Feuchtmann Pérez (7/37), Pablo Baeza González (7/11), Diego Reyes Figueroa (7/14), Erik Caniu (7/1), Javier Frelijj Vásquez (7/16), Emil Feuchtmann Pérez (7/13), Esteban Salinas Muñoz (7/29), Felipe García Fuentes (7/0), René Oliva Cifuentes (7/0), Rodrigo Salinas Muñoz (7/35), Harald Feuchtmann Pérez (6/6), Cristián Moll Ramírez (7/4), José Luis Lopez (7/1), Víctor Donoso Andalaft (7/6). Trainer:  Mateo Garralda.
- Weltmeisterschaft 2019: 16. Platz (von 24 Mannschaften)

Kader: Felipe Barrientos Castillo (7 Spiele/1 Tor), Sebastián Ceballos Gutiérrez (7/24), Erwin Feuchtmann Pérez (7/46), Elías Oyarzún Aranguiz (7/6), Diego Reyes Figueroa (7/6), Javier Frelijj Vásquez (7/13), Emil Feuchtmann Pérez (7/17), Esteban Salinas Muñoz (7/23), Felipe García Fuentes (7/1), Rodrigo Salinas Muñoz (7/29), Julio Baumann de la Barrera (7/1), Sebastián Pávez Montecinos (7/9), Marco Oneto (5/3), Daniel Ayala Carrasco (7/3), Aaron Codina Vivanco (7/4), Víctor Donoso Andalaft (7/1). Trainer:  Mateo Garralda.
- Weltmeisterschaft 2021: 27. Platz (von 32 Mannschaften)

Kader: Felipe Barrientos Castillo (7 Spiele/3 Tore), Sebastián Ceballos Gutiérrez (7/29), Erwin Feuchtmann Pérez (7/49), Arian Delgado Aravena (2/2), Diego Reyes Figueroa (7/6), Javier Frelijj Vásquez (7/9), Emil Feuchtmann Pérez (7/17), Esteban Salinas Muñoz (7/34), Felipe García Fuentes (7/1), Benjamin Illesca Leiva (3/1), Vicente González Parra (7/0), Rodrigo Salinas Muñoz (6/39), Julio Baumann de la Barrera (0/0), Sebastián Pávez Montecinos (7/13), Harald Feuchtmann Pérez (4/0), Benjamin Calleja Salas (6/4), Marco Oneto (7/0), Daniel Ayala Carrasco (7/14), Aaron Codina Vivanco (0/0), Víctor Donoso Andalaft (7/1). Trainer:  Mateo Garralda.
- Weltmeisterschaft 2023: 26. Platz (von 32 Mannschaften)

Kader: René Oliva Cifuentes (7 Spiele/0 Tore), Sebastián Ceballos Gutiérrez (7/13), Erwin Feuchtmann Pérez (7/54), Arian Delgado Aravena (7/3), Javier Frelijj Vásquez (7/13), Emil Feuchtmann Pérez (7/11), Esteban Salinas Muñoz (7/18), Felipe García Fuentes (7/0), Benjamin Illesca Leiva (7/6), Rodrigo Salinas Muñoz (7/22), Matías Paya Matus (7/8), Luciano Scaramelli Escalona (7/6), Danilo Salgado Fuentes (7/10), Aaron Codina Vivanco (7/8), Francisco Ahumada Collado (7/25), Víctor Donoso Andalaft (7/5). Trainer:  Aitor Etxaburu.
- Weltmeisterschaft 2025: qualifiziert

### Panamerikameisterschaften
An der Handball-Panamerikameisterschaft der Männer nahm Chile zehnmal teil. Sie diente bis 2018 als Qualifikation zur Handball-Weltmeisterschaft der Männer. Die Panamerikameisterschaften wurden 2020 abgelöst von den Süd- und zentralamerikanischen Handballmeisterschaften und den Nordamerikanischen und karibischen Handballmeisterschaften.
- Panamerikameisterschaft 1980: nicht teilgenommen
- Panamerikameisterschaft 1981: 5. Platz (von 7 Mannschaften)
- Panamerikameisterschaft 1983: nicht teilgenommen
- Panamerikameisterschaft 1985: nicht teilgenommen
- Panamerikameisterschaft 1989: nicht teilgenommen
- Panamerikameisterschaft 1994: nicht teilgenommen
- Panamerikameisterschaft 1996: nicht teilgenommen
- Panamerikameisterschaft 1998: nicht teilgenommen
- Panamerikameisterschaft 2000: nicht teilgenommen
- Panamerikameisterschaft 2002: 5. Platz (von 8 Mannschaften)
- Panamerikameisterschaft 2004: 4. Platz (von 8 Mannschaften)
- Panamerikameisterschaft 2006: 5. Platz (von 8 Mannschaften)
- Panamerikameisterschaft 2008: 4. Platz (von 7 Mannschaften)
- Panamerikameisterschaft 2010: 3. Platz (von 8 Mannschaften)

Kader: Felipe Barrientos Castillo (5 Spiele/0 Tore), Alfredo Valenzuela Dupre (5/5), Erwin Feuchtmann Pérez (5/18), Nicolás Jofre Alvarado (5/5), Marcelo Micaly Castillo (5/3), Claudio Reyes (5/1), Diego Reyes Figueroa (5/3), Felipe Barros Quiroz (5/1), Emil Feuchtmann Pérez (5/35), Felipe Maurin García (5/7), René Oliva Cifuentes (5/0), Guillermo Araya Proboste (5/10), Cristóbal del Río (5/7), Rodrigo Salinas Muñoz (5/18), Francisco Chacana Araya (5/9), Patricio Martínez Chávez (5/14). Trainer:  Fernando Luis Capurro.
- Panamerikameisterschaft 2012: 3. Platz (von 9 Mannschaften)

Kader: Felipe Barrientos Castillo, Alfredo Valenzuela Dupre, Erwin Feuchtmann Pérez, Wladimir Oyarzún Aranguiz, Rodrigo Díaz Castello, Víctor Donoso Andalaft, Marco Oneto, Emil Feuchtmann Pérez, Felipe Maurin García, Guillermo Araya Proboste, Cristián Moll Ramírez, René Oliva Cifuentes, Rodrigo Salinas Muñoz, Patricio Martínez Chávez, Harald Feuchtmann Pérez. Trainer:  Fernando Luis Capurro.
- Panamerikameisterschaft 2014: 3. Platz (von 8 Mannschaften)

Kader: Felipe Barrientos Castillo (5 Spiele/0 Tore), Sebastián Ceballos Gutiérrez (5/16), Alfredo Valenzuela Dupre (5/2), Pablo Baeza González (5/0), Nicolás Jofre Alvarado (5/7), Diego Reyes Figueroa (5/14), Erik Caniu (5/7), Felipe Barros Quiroz (5/3), Cristián Moll Ramírez (5/5), Esteban Salinas Muñoz (5/7), Felipe García Fuentes (5/0), Wladimir Oyarzún Aranguiz (5/3), René Oliva Cifuentes (5/0), Rodrigo Salinas Muñoz (5/40), Rodolfo Cornejo Paredes (5/2), Francisco Salazar Medrano (5/8), Marco Oneto (5/19). Trainer:  Fernando Luis Capurro.
- Panamerikameisterschaft 2016: 2. Platz (von 12 Mannschaften)

Kader: Felipe Barrientos Castillo (7 Spiele/0 Tore), Felipe García Fuentes (7/0), René Oliva Cifuentes (7/1), Pablo Baeza González (7/21), Erik Caniu (7/10), Sebastián Ceballos Gutiérrez (7/26), Víctor Donoso Andalaft (7/5), Erwin Feuchtmann Pérez (7/41), Harald Feuchtmann Pérez (7/3), Javier Frelijj Vásquez (7/9), Diego Reyes Figueroa (7/13), Esteban Salinas Muñoz (6/27), Emil Feuchtmann Pérez (7/23), Nicolás Jofre Alvarado (5/2), Cristián Moll Ramírez (5/5), Rodrigo Salinas Muñoz (7/27), Daniel Ayala Carrasco (3/2). Trainer:  Mateo Garralda.
- Panamerikameisterschaft 2018: 3. Platz (von 11 Mannschaften)

Kader: Felipe Barrientos Castillo (6 Spiele/0 Tore), Sebastián Ceballos Gutiérrez (6/19), Erwin Feuchtmann Pérez (6/32), Pablo Baeza González (6/15), Diego Reyes Figueroa (6/3), Javier Frelijj Vásquez (6/18), Esteban Salinas Muñoz (6/11), Felipe García Fuentes (6/0), Rodrigo Salinas Muñoz (6/29), José Luis Lopez (6/8), Daniel Ayala Carrasco (6/19), Marco Oneto (6/2), Cristián Moll Ramírez (6/6), Aaron Codina Vivanco (6/8), Víctor Donoso Andalaft (6/11), Elias Oyrzún Aranguiz (6/7). Trainer:  Mateo Garralda.

### Süd- und zentralamerikanische Handballmeisterschaft
Seit der Austragung 2020 sind jeweils die besten drei Mannschaften der Süd- und zentralamerikanischen Handballmeisterschaft der Männer für die Weltmeisterschaft im Folgejahr qualifiziert.
- Süd- und zentralamerikanische Handballmeisterschaft der Männer 2020: 4. Platz (von 6 Mannschaften)

Kader: Vicente González Parra (5 Spiele/1 Tor), Felipe García Fuentes (5/0), Sebastián Ceballos Gutiérrez (5/15), Erwin Javier Frelijj Vásquez (5/25), Arian Delgado Aravena (5/12), Emilio Valenzuela Sagredo (5/4), Javier Frelijj Vásquez (5/5), Esteban Salinas Muñoz (5/9), Maximiliano Cabrera Caro (5/15), Rodrigo Salinas Muñoz (5/16), Julio Baumann de la Barrera (5/13), Harald Feuchtmann Pérez (5/8), Matías Paya Matus (5/20), José Luis Lopez (5/8), Marco Oneto (5/0), Víctor Donoso Andalaft (5/0). Trainer:  Mateo Garralda.
Besonderes: Matías Paya Matus warf 20 Tore gegen Bolivien.
- Süd- und zentralamerikanische Meisterschaft 2022: 3. Platz (von 7 Mannschaften)

Kader: Vicente González Parra (5 Spiele/0 Tore), Felipe García Fuentes (5/0), Sebastián Ceballos Gutiérrez (5/11), Erwin Feuchtmann Pérez (5/43), Javier Frelijj Vásquez (5/4), Emil Feuchtmann Pérez (5/15), Esteban Salinas Muñoz (5/18), Francisco Ahumada Collado (3/4), Benjamin Illesca Leiva (5/5), Rodrigo Salinas Muñoz (5/15), Sebastián Pávez Montecinos (3/9), Matías Paya Matus (1/0), Benjamin Calleja Salas (5/8), Danilo Salgado Fuentes (5/5), Aaron Codina Vivanco (5/3), Víctor Donoso Andalaft (5/0), Arian Delgado Aravena (4/4), Nicolás Moraga Iubini (4/8). Trainer:  Mateo Garralda.
- Süd- und zentralamerikanische Meisterschaft 2024: 3. Platz (von 6 Mannschaften)

### Panamerikanische Spiele
- Panamerikanische Spiele 1987: nicht qualifiziert
- Panamerikanische Spiele 1991: nicht qualifiziert
- Panamerikanische Spiele 1995: nicht qualifiziert
- Panamerikanische Spiele 1999: nicht qualifiziert
- Panamerikanische Spiele 2003: 5. Platz (von 8 Mannschaften)
- Panamerikanische Spiele 2007: 5. Platz (von 8 Mannschaften)
- Panamerikanische Spiele 2011: 3. Platz (von 8 Mannschaften)

Kader: Felipe Barrientos Castillo, Guillermo Araya Proboste, Rodolfo Cornejo Paredes, Rodrigo Díaz Castello, Emil Feuchtmann Pérez, Erwin Feuchtmann Pérez, Harald Feuchtmann Pérez, Nicolás Jofre  Alvarado, Patricio Martínez Chávez, Felipe Maurin García, René Oliva Cifuentes, Alfredo Valenzuela Dupre, Esteban Salinas Muñoz, Rodrigo Salinas Muñoz, Marco Oneto. Trainer:  Fernando Luis Capurro.
- Panamerikanische Spiele 2015: 3. Platz (von 8 Mannschaften)

Kader: Felipe Barrientos Castillo, Sebastián Ceballos Gutiérrez, Alfredo Valenzuela Dupre, Pablo Baeza González, Nicolás Jofre  Alvarado, Diego Reyes Figueroa, Erik Caniu, Javier Frelijj Vásquez, Cristián Moll Ramírez, Felipe Maurin García, Guillermo Araya Proboste, Esteban Salinas Muñoz, René Oliva Cifuentes, Rodrigo Salinas Muñoz, Marco Oneto. Trainer:  Fernando Luis Capurro.
- Panamerikanische Spiele 2019: 2. Platz (von 8 Mannschaften)

Kader: Felipe Barrientos Castillo, Sebastián Ceballos Gutiérrez, Erwin Feuchtmann Pérez, Elías Oyarzún Aranguiz, Diego Reyes Figueroa, Javier Frelijj Vásquez, Emil Feuchtmann Pérez, Esteban Salinas Muñoz, Felipe García Fuentes, Rodrigo Salinas Muñoz, Sebastián Pavez Montecinos, Marco Oneto, Daniel Ayala Carrasco, Víctor Donoso Andalaft. Trainer:  Mateo Garralda.
- Panamerikanische Spiele 2023: 3. Platz (von 8 Mannschaften)

Kader: Sebastián Ceballos Gutiérrez, Emil Feuchtmann Pérez, Erwin Feuchtmann Pérez, Esteban Salinas Muñoz, Felipe García Fuentes, Benjamin Illesca Leiva, Vicente González Parra, Rodrigo Salinas Muñoz, Matías Paya Matus, Daniel Ayala Carrasco, Danilo Salgado Fuentes, Cristián Moll Ramírez, Aaron Codina Vivanco, Francisco Ahumada Collado, Víctor Donoso Andalaft, Sebastián Pávez Montecinos. Trainer:  Aitor Etxaburu.

### Südamerikaspiele
Bei den Südamerikaspielen steht Handball seit 2002 im Programm.
- Südamerikaspiele 2002: 4. Platz (von 5 Mannschaften)

Kader: Alfredo Humberto Garcia Tiska, Alvaro Antonio Mena Arredondo, Brian Alejandro Soto Soto, Carlos Roberto Arecheta Perez, Cristian Felipe Reta Mal Vaszquez, Cristobal Luis Aguilera Roubillara, Daniel Alejandro Aramillo Henriquez, Emil Feuchtmann Pérez, Felipe Ignacio Barrientos Castillo, Francisco Javier Valdebenito Godoy, Fuad Jorge Assis Sa Torres, Gaston Ariel Higuera Guajardo, Gonzalo Antonio Zapata Vera, Ignacio Javier Garcia Perez, Javier Alberto Ortiz Mir, Juan Pablo Montes Mery, Juan Pablo Shigerli Matsumoto Escudero, Marco Oneto, Marcos Eduardo Carrasco Iniescar, Michael Alejandro Carcamo Castro, Osvaldo Eugenio Gonzalez Lagos, Patricio Andres Martinez Chavez, Rodolfo Humberto Cornejo Paredes, Rodrigo Alejandro Brown Brito.
- Südamerikaspiele 2006: 3. Platz (von 4 Mannschaften)

Kader: Rene Alejandro Oliva Cifuentes, Rodrigo Salinas Muñoz, Alfredo Dario Valenzuela Dupre, Patricio Andres Martinez Chavez, Nicolas Alberto Jofre Godoy, Jimmy Luis Nuñez Ravanales, Cristian Eduardo Campos Perez, Eduardo Andreas Maltez Muñoz, Pablo Andres Ceballos Gutierrez, Emil Feuchtmann Pérez, Felipe Eduardo Maurin Garcia, Felipe Ignacio Barrientos Castillo, Guillermo Araya Proboste, Felipe Eugenio Mihovilovic Perez, Juan Pablo Montes Mery, Cristobal Icazategui Muñoz. Trainer: unbekannt.
- Südamerikaspiele 2010: 3. Platz (von 5 Mannschaften)

Kader: Guillermo Rodrigo Araya Proboste, Felipe Ignacio Barrientos Castillo, Felipe Andres Barros Quiroz, Cristian Eduardo Campos Perez, Francisco Guillermo Chacana Araya, Cristobal Felipe del Rio Rojas, Nicolas Antonio Diaz Catalan, Nicolas Antonio Jofre Alvarado, Jonathan Rodrigo Maturana Saavedra, Felipe Eduardo Maurin Garcia, Lidio Mera Herrera, Marcelo Amed Micaly Castillo, Felipe Eugenio Mihovilovic Perez, Elias Oyarzun Chacana, Claudio Andres Reyes Michell, Mario Soto, Alfredo Dario Valenzuela Dupre.
- Südamerikaspiele 2014: 3. Platz (von 7 Mannschaften)

Kader: Cristobal del Rio Rojas, Guillermo Araya Proboste, Javier Frelijj Vázquez, Nicolas Jofre Alvarado, Pablo Baeza Gonzalez, Felipe Maurin Garcia, Sebastian Ceballos, Cristian Esteban Moll Ramirez, Diego Cristian Reyes Figueroa, Marco Oneto, Rene Oliva Cifuentes, Francisco Salazar Medrano, Alfredo Valenzuela Dupre, Felipe Barros Quiroz, Erik Caniu Fica, Felipe Barrientos Castillo.
- Südamerikaspiele 2018: 3. Platz (von 7 Mannschaften)

Kader: Aaron Alexander Codina Vivanco, Daniel Esteban Ayala Carrasco, Elias Leonardo Oyarzun Aranguiz, Emil Feuchtmann Pérez, Erwin Feuchtmann Pérez, Esteban Salinas Muñoz, Felipe Ignacio Barrientos Castillo, Felipe Ignacio García Fuentes, Jose Luis Lopez Rojas, Luciano Nicolas Flores Huerta, Marco Oneto, Pablo Andres Baeza Gonzalez, Rodrigo Salinas Muñoz, Sebastián Ceballos Gutiérrez, Sebastian Enrique Pavez Montecinos, Víctor Donoso Andalaft.
- Südamerikaspiele 2022: 2. Platz (von 5 Mannschaften)

Kader: Aaron Codina, Arian Delgado, Benjamín Calleja, Benjamín Illesca, Danilo Salgado, Diego Caro, Emil Feuchtmann Pérez, Erwin Feuchtmann Pérez, Esteban Salinas Muñoz, Felipe García, Javier Frelijj, Nicolás Moraga, Rodrigo Salinas Muñoz, Sebastián Pavez, Sebastián Ceballos, Víctor Donoso.

### Juegos Bolivarianos
Bei den Juegos Bolivarianos gewann Chile bei den bisherigen Teilnahmen in den Jahren 2017 und 2022 jeweils die Goldmedaille.

## Spieler und Trainer

### Aktueller Kader
Im Kader für die Panamerikanischen Spiele 2023 standen Sebastián Ceballos Gutiérrez, Emil Feuchtmann Pérez, Erwin Feuchtmann Pérez, Esteban Salinas Muñoz, Felipe García Fuentes, Benjamin Illesca Leiva, Vicente González Parra, Rodrigo Salinas Muñoz, Matías Paya Matus, Daniel Ayala Carrasco, Danilo Salgado Fuentes, Cristián Moll Ramírez, Aaron Codina Vivanco, Francisco Ahumada Collado, Víctor Donoso Andalaft, Sebastián Pávez Montecinos unter der Leitung des Spaniers Aitor Etxaburu.

### Bisherige Trainer
| Zeitraum  | Nation      | Trainer               |
| --------- | ----------- | --------------------- |
| 1980–2010 |             | unbekannt             |
| 2010–2016 | Argentinien | Fernando Luis Capurro |
| 2016–2022 | Spanien     | Mateo Garralda        |
| 2022–0000 | Spanien     | Aitor Etxaburu        |